# Buathra lochmaia
Buathra lochmaia är en stekelart som först beskrevs av Henry Keith Townes, Jr. 1962.  Buathra lochmaia ingår i släktet Buathra och familjen brokparasitsteklar. Inga underarter finns listade.